# Алфилда
Алфилда, Авилда — легендарный персонаж, предположительно была дочерью скандинавского короля Сиварда, жившего в V веке.
Согласно существовавшей традиции, принцесса должна была выйти за датского принца Алфа. Но, по мнению принцессы, принц был недостаточно смел, и, переодевшись в мужскую одежду, Алфилда тайно покидает дворец. Беглянка оказывается на корабле и становится простым моряком. Вскоре капитан пиратов погибает, и принцесса занимает его место. Пираты под её командованием действуют смело и решительно, им сопутствует удача и вскоре слава об Алфилде распространяется по всей Скандинавии. Король Дании посылает своих людей во главе с принцем Алфом расправиться с пиратами. Когда во время морского сражения датчане начинают одерживать вверх, Алфилда приказывает прекратить битву. Алф, доказавший на деле свою смелость, женится на Алфилде и вскоре становится королём Дании.